# Гастритис
Гастритис (лат. Gastritis) представља запаљење или оштећење ткива желуца.
С клиничког гледишта може бити акутни и хронични гастритис. Акутни гастритис могу узроковати разни хемијски и физиолошки агенси које оштете површински слој желудачног ткива. Као последица јављају се: губитак апетита, висок крвни притисак и бол у стомаку, мучнину и повраћање.

## Симптоми
Гастритис почиње са болом у горњем делу стомака, праћен мучнином и горушицом. Слузокожа желуца код гастритиса је надражена и упаљена, али не постоји отворена рана.

## Лечење
Лечење започиње увођењем мера као што су престанак пушења и промена у исхрани. Први лекови који се уводе јесу антациди. У случају да гастритис потраје или прогресира у пептични улкус, тада се у лечење уводе Х2-антагонисти и блокатори протонске пумпе.